# Archophileurus trituberculatus
Archophileurus trituberculatus är en skalbaggsart som beskrevs av S. Endrödi 1977. Archophileurus trituberculatus ingår i släktet Archophileurus och familjen Dynastidae. Inga underarter finns listade.